# صمصام (اسم)
صمصام هو اسم علم مذكر من أصل عربي، ومعناه هو السيف الصارم السيف الذي لا ينثني.

## الأصل اللغوي
1. صَمصام: (اسم)
  - الجمع : صماصمُ
  - الصَّمصام: السَّيف الصُّلب القاطع
  - رَجُل صَمْصَام: مُصَمِّم، ماضٍ في الأمر بعزيمة ثابتة
2. صَمصَمَ: (فعل)
  - صَمْصَمْتُ، أُصَمْصِمُ، صَمْصِمْ، مصدر صَمْصَمَةٌ
  - صَمْصَمَ فِي الأَمْرِ : مَضَى فِيهِ
  - صَمْصَمَ الْقُنْفُذُ : صَوَّتَ
  - صَمْصَمَ في كذا: صَمَّمَ
3. صِمصِمة: (اسم)
  - الجمع : صِمْصِمٌ ، و صَماصِمُ
  - الصِّمْصِمَةُ : الجمَاعَةُ
  - الصِّمْصِمَةُ :الأَكَمَةُ الغليظة كادت حجارتها تكون منتصبة
4. صَمْصَمَة: (اسم)
  - صَمْصَمَة : مصدر صَمصَمَ
5. صَماصِمُ: (اسم)
  - صَماصِمُ : جمع صِمصِمة
6. صِمْصِم: (اسم)
  - صِمْصِم : جمع صِمصِمة
7. صماصمُ: (اسم)
  - صماصمُ : جمع صَمصام
8. صَمصَم: (اسم)
  - الصَّمْصَمُ : المتَنَاهِي في البُخْل
9. صماصم: (اسم)
  - صماصم :جمع صَمصام
10. صَمصامة: (اسم)
  - الصَّمْصامَةُ : الصَّمْصَامُ، مُصَمِّم، ماضٍ في الأمر بعزيمة ثابتة
11. [3]صَمَاصِمَة: (اسم)
  - صَمَاصِمَة : جمع صَّمْصَامَةُ
12. صَمَاصِمَة: (اسم)
  - صَمَاصِمَة : جمع صَّمْصَامُ
13. رَجُل صَمْصَام:
  - مُصَمِّم، ماضٍ في الأمر بعزيمة ثابتة.

## شخصيات تحمل الاسم
- صمصام الدولة (963 – 1 نوفمبر 998)

## وصلات خارجية
- موسوعة السلطان قابوس لأسماء العرب نسخة محفوظة 5 أبريل 2019 على موقع واي باك مشين.